# Летчанский сельсовет
Летчанский сельсовет — административная единица на территории Витебского района Витебской области Республики Беларусь. Административный центр — деревня Малые Летцы.

## История
В 2011 году территория деревни Бителево и часть агрогородка Кировская включены в городскую черту Витебска.

## Состав
Летчанский сельсовет включает 30 населённых пунктов:
- Авселёво — деревня
- Большие Лётцы — деревня
- Большие Трубочи — деревня
- Волково — деревня
- Гришаны — деревня
- Дымовщина — деревня
- Слобода Жуковская — деревня
- Зайцево — деревня
- Запрудье — деревня
- Казаки — деревня
- Капитаново — деревня
- Кировская — агрогородок
- Княжица — деревня
- Кузнецово — деревня
- Ломы — деревня
- Луки — деревня
- Малые Лётцы — деревня
- Малые Трубочи — деревня
- Новики — деревня
- Новосёлки — деревня
- Побединщина — деревня
- Подлазники — деревня
- Придвинье — деревня
- Старое Село — деревня.
- Уволоки — деревня
- Хотиничи — деревня
- Чирино — деревня
- Шевино — деревня
- Шерсни — деревня
- Якутино — деревня

Упразднённые населённые пункты на территории сельсовета:
- Бителево — деревня[3]
- Орехово — деревня